# Gran Premio motociclistico di Thailandia
Il Gran Premio motociclistico di Thailandia è una delle gare che compongono il calendario del motomondiale.

## Storia
È stato introdotto per la prima volta durante il motomondiale 2018 e si disputa nel Chang International Circuit di Buriram. Le edizioni 2020 e 2021 sono state cancellate per la pandemia di COVID-19.
Nella stagione 2025 è la gara di apertura per la prima volta nella storia dell'evento, giunto alla sesta edizione.

## Risultati del Gran Premio
| Anno | Circuito                                          | Moto3                                             | Moto2                                             | MotoGP                                            | Resoconto                                         |
| ---- | ------------------------------------------------- | ------------------------------------------------- | ------------------------------------------------- | ------------------------------------------------- | ------------------------------------------------- |
| 2018 | Buriram                                           | Fabio Di Giannantonio (Honda)                     | Francesco Bagnaia (Kalex)                         | Marc Márquez (Honda)                              | Resoconto                                         |
| 2019 | Buriram                                           | Albert Arenas (KTM)                               | Luca Marini (Kalex)                               | Marc Márquez (Honda)                              | Resoconto                                         |
| 2020 | Non disputato a causa della pandemia di COVID-19. | Non disputato a causa della pandemia di COVID-19. | Non disputato a causa della pandemia di COVID-19. | Non disputato a causa della pandemia di COVID-19. | Non disputato a causa della pandemia di COVID-19. |
| 2021 | Non disputato a causa della pandemia di COVID-19. | Non disputato a causa della pandemia di COVID-19. | Non disputato a causa della pandemia di COVID-19. | Non disputato a causa della pandemia di COVID-19. | Non disputato a causa della pandemia di COVID-19. |
| 2022 | Buriram                                           | Dennis Foggia (Honda)                             | Tony Arbolino (Kalex)                             | Miguel Oliveira (KTM)                             | Resoconto                                         |

| Anno | Tracciato | Moto3                    | Moto2                        | MotoGP                   | MotoGP                     | Resoconto |
| Anno | Tracciato | Moto3                    | Moto2                        | Sprint                   | Gara                       | Resoconto |
| ---- | --------- | ------------------------ | ---------------------------- | ------------------------ | -------------------------- | --------- |
| 2023 | Buriram   | David Alonso (Gas Gas)   | Fermín Aldeguer (Boscoscuro) | Jorge Martín (Ducati)    | Jorge Martín (Ducati)      | Resoconto |
| 2024 | Buriram   | David Alonso (CFMoto)    | Arón Canet (Kalex)           | Enea Bastianini (Ducati) | Francesco Bagnaia (Ducati) | Resoconto |
| 2025 | Buriram   | José Antonio Rueda (KTM) | Manuel González (Kalex)      | Marc Márquez (Ducati)    | Marc Márquez (Ducati)      | Resoconto |